# Пухоспинка сіро-бура
Пухоспинка сіро-бура (Tetheella fluctuosa) — вид метеликів родини серпокрилок (Drepanidae).

## Поширення
Вид поширений в Європі та Азії від Великої Британії до Японії.

## Опис
Розмах крил становить 35-38 мм. Передні крила світло-темнуваті з білими хвилястими лініями на краю. Субтермінальна смуга білувата, хвиляста. Задні крила сірі, з блідою постмедіанною лінією. Личинка жовто-білувата, має спинну, субдорсальну та бічну лінії; голова червонувато-вохриста.

## Спосіб життя
Метелики літають з червня по серпень залежно від місцезнаходження. Личинки живляться листям берези та вільхи.

## Підвиди
- Tetheella fluctuosa fluctuosa
- Tetheella fluctuosa isshikii (Matsumura, 1921) — північно-східна Азія